# Seqāy
Seqāy (persiska: سقای) är en ort i Iran.   Den ligger i provinsen Östazarbaijan, i den nordvästra delen av landet, 500 km nordväst om huvudstaden Teheran. Seqāy ligger 1 884 meter över havet och antalet invånare är 869.
Terrängen runt Seqāy är huvudsakligen kuperad, men västerut är den bergig. Terrängen runt Seqāy sluttar norrut.Runt Seqāy är det ganska glesbefolkat, med 27 invånare per kvadratkilometer. Närmaste större samhälle är Anderyān, 6,2 km väster om Seqāy. Trakten runt Seqāy består i huvudsak av gräsmarker.